# Pigen og Pan
|  | Denne artikel er oprettet af botten PalnaBot ud fra en ekstern database. Den kan derfor have sproglige fejl eller mangler. Denne skabelon kan fjernes efter kontrol af indholdet. |

Pigen og Pan er en kortfilm fra 1945 instrueret af Hagen Hasselbalch efter manuskript af Hagen Hasselbalch.

## Handling
Et romantisk-lyrisk digt i billeder om pigen, der synes, skoven bliver levende ved Pans fløjtespil.